# Zeugma corporaali
Zeugma corporaali är en insektsart som beskrevs av Frederick Arthur Godfrey Muir 1923. Zeugma corporaali ingår i släktet Zeugma och familjen Derbidae. Inga underarter finns listade i Catalogue of Life.